# جورج ستيفن موريسون
جورج ستيفن موريسون (بالإنجليزية: George Stephen Morrison)‏ هو ضابط أمريكي، ولد في 7 يناير 1919 في روما في الولايات المتحدة، وتوفي في 17 نوفمبر 2008 في كورونادو في الولايات المتحدة.